# American Horror Story: Freak Show
American Horror Story: Freak Show é a quarta temporada da série de televisão American Horror Story, do  FX. A temporada estreou em 8 de outubro de 2014 e terminou em 21 de janeiro de 2015.
Os membros do elenco que retornam de temporadas anteriores incluem Sarah Paulson, Evan Peters, Frances Conroy, Denis O'Hare, Emma Roberts, Angela Bassett, Kathy Bates e Jessica Lange, junto com os novos membros de elenco Michael Chiklis e Finn Wittrock.

## Sinopse
A quarta temporada é centrada no Gabinete de Curiosidades de Elsa Mars, ambientado em 1952 em Júpiter, Flórida.
Ele gira em torno de um dos shows de horrores mais sobreviventes da década de 1950 e da dedicação de seus membros que fazem de tudo para manter seu sustento substancial. Liderada por Elsa Mars, a trupe é composta por Ethel; de seu filho Jimmy, possuindo mãos de lagostas; de Paulo, tendo braços malformados; de Suzi, cujo corpo pára no estômago; de uma pessoa que sofre de nanismo, Meep; microcefalia e seu marido, Pepper and Salty; do menor ser humano do mundo; pelo contrário, uma garota que mede mais de dois metros, Amazon Eve; e mais recentemente Bette e Dorothy Tattler, gêmeas siamesas de duas cabeças; Wendell Toledo, o cara mais forte do mundo; e sua esposa de três seios, Desiree Dupree.
À medida que o sucesso da tropa desaparece, Stanley, conhecido como Sr. Spencer, empresário, e Maggie Esmeralda, cartomante, convidam-se para as terras da tropa.
Ao mesmo tempo, um palhaço assassino chamado Twisty, a quem a vida não lhe concedeu nenhum favor, torna-se temporariamente funcionário da psicótica família Mott.
A mania que se forma em torno de Fräulein Elsa Mars coincide com o estranho aparecimento de uma entidade sombria que ameaça selvagemente a vida dos habitantes da cidade e do parque de diversões, espalhando o terror pelo pequeno vilarejo sonolento que é Júpiter.

## Elenco e personagens

### Principal
- Sarah Paulson como Bette Tattler e Dot Tattler
- Evan Peters como Jimmy Darling
- Michael Chiklis como Dell Toledo
- Frances Conroy como Gloria Mott
- Denis O'Hare como Stanley
- Emma Roberts como Maggie Esmerelda
- Finn Wittrock como Dandy Mott
- Angela Bassett como Desiree Dupree
- Kathy Bates como Ethel Darling
- Jessica Lange como Elsa Mars

### Convidados especiais
- Gabourey Sidibe como Regina Ross
- Matt Bomer como Andy
- Celia Weston como Lillian Hemmings
- Wes Bentley como Edward Mordrake
- Neil Patrick Harris como Chester Creb
- Lily Rabe como Irmã Mary Eunice McKee
- Danny Huston como Massimo Dolcefino

### Recorrente
- John Carroll Lynch como Twisty
- Grace Gummer como Penny
- Skyler Samuels como Bonnie Lipton
- Naomi Grossman como Pepper
- Patti LaBelle como Dora Brown
- Chrissy Metz como Ima 'Barbara' Wiggles

### Convidado
- Lee Tergesen como Vince
- Angela Sarafyan como Alice
- Jamie Brewer como Marjorie
- Malcolm-Jamal Warner como Angus T. Jefferson
- Matthew Glave como Larry Gayheart
- Mare Winningham como Rita Gayheart
- David Burtka como Michael Beck

## Episódios
| N.º na série | N.º na temp. | Título                                                         | Dirigido por        | Escrito por                | Exibição original      | Audiência (milhões) |
| --- | ------------ | -------------------------------------------------------------- | ------------------- | -------------------------- | ---------------------- | ------------------- |
| 39 | 1            | "Monsters Among Us" "(Monstros Entre Nós)"                     | Ryan Murphy         | Ryan Murphy & Brad Falchuk | 8 de outubro de 2014   | 6,13                |
| Em Júpiter, Flórida, no ano de 1952, as gêmeas siamesas Dot e Bette Tattler são levadas para o hospital depois que um leiteiro as encontra feridas em sua casa, no mesmo dia em que a mãe das mesmas foi esfaqueada. O ataque é associado a um assassino em série que aterroriza a Jupiter. A notícia da existência das gêmeas chega até Elsa Mars, dona do show de aberrações do local. Ela convence a enfermeira Penny a autorizar sua visita às gêmeas em troca de um emprego no show de aberrações. Elsa entra no quarto das siamesas, que se assustam com sua presença. As siamesas dividem um mesmo corpo, o qual tem duas cabeças. Elsa oferece um lugar no show para elas. Bette simpatiza com Elsa, ao contrário de Dot, que se recusa a ir. Elsa as alerta da suspeita da polícia sobre elas. As gêmeas, então, aceitam fazer parte da trupe. Já no show de aberrações, as gêmeas conhecem outros membros, como Ethel Darling, a mulher barbada, e seu filho Jimmy, mãos de lagosta, que ganha dinheiro dando prazer à mulheres com seus dedos. Longe do show de aberrações, é revelado que um palhaço assassino chamado Twisty é o verdadeiro responsável pelas várias mortes em Jupiter. Ele mata o namorado de uma garota e os pais de um menino e logo após os leva para o seu trailer, no meio de uma floresta, para os manter como reféns. Twisty observa as aberrações constantemente sem ser notado. Um policial vai atrás de Bette e Dot, reais culpadas pelo assassinato de sua mãe, para prendê-las. Jimmy as protege matando o policial por ter os chamado de "aberrações". Jimmy usa o corpo do policial como objeto de rebelião para motivar as outras aberrações a não aceitarem o preconceito. As gêmeas são colocadas como atração principal do show, que passa por dificuldades e falta de público. O anúncio atrai apenas dois clientes: Dandy, um jovem adulto mimado e infantil e Gloria Mott, sua mãe. Elsa se aproveita da oportunidade para apresentar seu número musical, mas fica decepcionada por não receber aplausos ao final da performance. Dandy e sua mãe contam que estão lá apenas por interesse comprar as gêmeas. As siamesas se negam a ir com ele. Dandy fica irritado e Gloria humilha Elsa como resposta. Elsa revela para Ethel que se aproveitou das gêmeas para conseguir atenção para si e chora. Na cama, Elsa tira as próteses da perna, que é amputada na altura dos joelhos. |              |                                                                |                     |                            |                        |                     |
| 40 | 2            | "Massacres and Matinees" "(Massacres e Matinês)"               | Alfonso Gomez-Rejon | Tim Minear                 | 15 de outubro de 2014  | 4,53                |
| A polícia vai ao show de aberrações para investigar o desaparecimento do detive e para informar à Elsa sobre os assassinatos que vem ocorrendo, expondo a suspeita sobre as gêmeas. Elsa as protege. Enquanto isso, um funcionário de uma loja de brinquedos vai buscar café para o seu chefe. Ao voltar para o trabalho, encontra o dono da loja decapitado e é morto por Twisty logo depois. Dell Toledo, o “homem forte” e a sua esposa hermafrodita Desiree procuram Elsa para pedir um emprego no show. Elsa reluta inicialmente, mas mesmo assim os contrata, pois acredita que eles atrairão público. Dandy procura Jimmy e demonstra desejo em fazer parte do show, mas Jimmy considera o pedido como uma ofensa e o recusa. Gloria encontra Twisty e o contrata para o seu filho. Após discutir com Dandy, ela o leva para o seu quarto e o mostra o palhaço. Dandy fica encantado, mas se decepciona pelo fato do palhaço não falar. Dandy abre a mochila do palhaço e encontra evidências do seu último crime. Ethel não fica contente com a chegada de Dell, verdadeiro pai de Jimmy, que nunca teve interesse no filho. Dell decide que o show passará a fazer matinês e Elsa discorda. Ele ignora a ordem de Elsa,que percebe ter cometido um erro ao contratá-lo. Dandy tem um ataque de raiva. Jimmy leva as aberrações para comer com as pessoas normais, mas são humilhados. Dell os encontra, surra Jimmy e obriga todos a voltarem para o show de aberrações. Twisty volta ao seu trailer e Dandy o segue. O palhaço abre a jaula prende onde prende a garota e o menino. A garota acerta um pedaço de madeira no rosto de Twisty, fazendo sua máscara cair e revelando sua boca deformada. O palhaço corre atrás dos dois reféns, mas consegue pegar apenas o menino. Dandy encontra a garota e a leva de volta para o palhaço, sugerindo uma parceria com o mesmo. Elsa e Jimmy armam uma sabotagem para incriminar Dell pelo assassinato do detetive utilizando seu distintivo, mas Dell descobre e coloca o distintivo na tenda de Meep. Meep é levado pela polícia. Os presidiários confundem Meep com o assassino e o encurralam. Os policiais deixam o corpo de Meep na entrada do show de aberrações e Jimmy o encontra. Jimmy chora sobre o corpo. |              |                                                                |                     |                            |                        |                     |
| 41 | 3            | "Edward Mordrake (Part 1)" "(Edward Mordrake (Parte 1))"       | Michael Uppendahl   | James Wong                 | 22 de outubro de 2014  | 4,44                |
| Stanley e Maggie visitam o Museu de Curiosidades Mórbidas e decidem fazer dinheiro vendendo o corpo de uma aberração. Maggie "Esmerelda" vai ao show de aberrações e se apresenta como vidente, dizendo para Elsa que sua fama ainda está por vir, assim que ela encontrar um "estranho alto e moreno" em breve, se referindo à Stanley. Ethel descobre ter cirrose e que lhe restam apenas seis meses a um ano de vida. Caindo em um poço do desespero, ela se agarra ao álcool e diz a Dell para manter o olho sobre Jimmy. Dandy se torna ainda mais obcecado com Twisty, então faz um traje de palhaço caseiro. Depois de tentar matar sua empregada Dora e recuando depois que ela o ofende, ele visita o trailer de Twisty e atormenta as crianças que são mantidas em cativeiro. Twisty visita a casa da família de uma menina com medo de palhaços, e sequestra seu irmão adolescente. A trupe de aberrações decide não se apresentarem no Halloween, devido à superstição em torno de uma aberração inglesa de 1800 chamado Edward Mordrake, que assassinou sua trupe itinerante à mando do rosto na parte traseira de sua cabeça e se matou logo depois. A maioria da trupe está convencida de que Mordrake seria invocado. Elsa, recusando-se a acreditar, performa no palco, e Edward Mordrake aparece, olhando para tomar a alma da mais pura aberração na trupe para participar de sua trupe espiritual no inferno. Elsa acredita que ele é o homem que estava esperando, mas ele desparece para começar sua busca. Ethel é a primeira, e conta sobre como se apaixonou por Dell Toledo quando era jovem. Ele a convenceu a sair do circo onde estavam, mas ficaram pobres após isso, e sofrendo desdém da sociedade. No desespero para conseguir dinheiro, Ethel dá a luz a Jimmy na frente de um público, sofrendo de arrependimento e culpa pelo resto da vida. |              |                                                                |                     |                            |                        |                     |
| 42 | 4            | "Edward Mordrake (Part 2)" "(Edward Mordrake (Parte 2))"       | Howard Deutch       | Jennifer Salt              | 29 de outubro de 2014  | 4,51                |
| Mordrake continua sua busca por uma nova aberração para participar de sua trupe de espírito. Ele descobre o passado de aberrações como Legless Suzi e Paul. Ele chega na tenda de Elsa e ela percebe ter cometido um engano. Com muito esforço, ela conta que sua obsessão ao estrelato a levou a atitudes extremas. Em 1932, em Berlim, Elsa trabalhava em um bordel fetichista, realizando desejos sadomasoquistas de seus clientes. Chamando a atenção da indústria, logo de tornou uma famosa atriz pornô. Quando os cinegrafistas decem que Elsa não renderia mais, fazem sua última partipação ser em um filme snuff. Ela é drogada e eles cortam suas pernas. Um de seus clientes, quem nutria uma paixão, a encontrou e salvou. Depois de contar sua históia, Elsa implora para que Mordrake a leve. Ele está prestes a fazê-lo, quando ouve alguma música distante e é atraído. Jimmy e Maggie, que estavam num passeio, tem que se esconder na floresta por violarem o toque de recolher. A garota refém consegue escapar, mas Twisty a leva de volta. Os dois, escondidos, presenciam tudo e decidemm investigar, mas Dandy os acerta na cabeça e, usando a máscara de palhaço, prepara um truque pra serrar Maggie ao meio, mas ela e as crianças conseguem fugir. Twisty prende Jimmy. Depois de seguir a música, Mordrake encontra Twisty. Com dificuldade, o palhaço assassino revela seu passado: Twisty foi intimidado pelos participantes do show de aberrações que trabalhou por ciúmes de sua popularidade entre as crianças, sendo forçado a fugir depois de ser levado a pensar que a polícia queria prendê-lo injustamente por abuso sexual infantil. Caindo em um poço do desespero e rejeitado pelos habitantes da cidade, é rotulado como um pervertido e molestador. Twisty tenta o suicídio, mas falha na tarefa e ganha a deformação no rosto. Ele torna-se obcecado em fazer as crianças felizes. Decide então sequestrar crianças dos seus "pais malvados" para ter público. Mordrake, vendo a dor e tristeza que Twisty sofreu, mata Twisty e o adota em sua trupe espiritual. Jiimmy foge. Dandy, perturbado com a morte do palhaço, pega a máscara de Twisty e volta para casa e mata Dora, se sentindo bem com isso. Os policiais descobrem que Twisty está morto e o toque de recolher é abandonado. Como um sinal de respeito, muitos moradores da cidade visitam o show de horrores de agradecer a Jimmy, e um novo respeito é dado para as aberrações como eles se misturam e se dão bem com as pessoas da cidade. Elsa anuncia sua grande estréia para a cidade e pede para comprar os bilhetes que vendem a fora. Stanley chega e se apresenta como um agente de Hollywood que pode trazê-la a fama. |              |                                                                |                     |                            |                        |                     |
| 43 | 5            | "Pink Cupcakes" "(Cupcakes Cor-de-Rosa)"                       | Michael Uppendahl   | Jessica Sharzer            | 5 de novembro de 2014  | 4,22                |
| Stanley tenta matar Bette e Dot fazendo-as comer cupcakes rosas envenenados, porém a tentativa falha. Ele decide manipular Elsa, fazendo negócios com ela sobre seu possível aparecimento na televisão com seu próprio show. Elsa reluta, mas após ser vaiada pelo público na apresentação decide aceitar. Maggie tenta alertar Jimmy, temendo pelo que Stanley vai fazer com ele. Ele tenta beijá-la, mas ela se afasta. DvU fTell está desaparecido e Jimmy é enviado para procurá-lo em seu trailer. Jimmy só encontra Desiree bêbada. Os dois bebem, e após um momento de tristeza, Jimmy começa a dar prazer a Desiree com as mãos. No entanto, ela grita e nota um sangramento de sua vagina. Ethel a leva para o hospital, onde é informada de que ela teve um aborto espontâneo. O médico também revela que Desiree é na totalmente do sexo feminino, podendo realizar uma cirurgia para fazer dela uma mulher normal. Dandy visita um bar gay em busca de sua próxima vítima. Dell também visita o bar gay e se encontra com seu amante regular, Andy. Os dois têm uma briga e Dell o deixa. Dandy encontra Andy e os dois vão para o trailer de Twisty, onde Dandy o mata e esquarteja. Gloria recebe um telefonema da filha de Dora, Regina Ross, que pede para falar com sua mãe. Gloria mente e diz a ela que ela não será possível de entrar em contato com sua mãe por um tempo. Desiree informa Dell que ela pode ter filhos e que é uma mulher de verdade, e diz-lhe que sabe que ele é o pai de Jimmy. Ela o deixa e vai morar com Ethel. Dell visita o médico em seu escritório e quebra os dedos para que ele não possa mais realizar a cirurgia de Desiree. Elsa vê Stanley levando as gêmeas em um piquenique, causando-a ciúmes e raiva. Mais tarde, ela se encontra com as gêmeas e diz que está levando-as para um salão, quando na verdade está as vendendo para a família Mott na mansão de Gloria e Dandy. |              |                                                                |                     |                            |                        |                     |
| 44 | 6            | "Bullseye" "(Alvo)"                                            | Howard Deutch       | John J. Gray               | 12 de novembro de 2014 | 3,65                |
| Elsa traz uma velha roda de giro fora de armazenamento e começa a praticar o arremesso de facas, em preparação para seu programa de TV. Após de dormir com Paul, Elsa fica enciumada ao descobrir que ele tem um caso com Penny. O pai de Penny não aprova o relacionamento. Na noite de sua festa de aniversário, Elsa percebe que as pessoas suspeitam dela pelo desaparecimento das gêmeas. Ela os lembra que estariam sendo desprezados sem ela e eles a devem gratidão. Como prova de lealdade, Elsa exige que um das aberrações seja amarrado à roda e a deixa fazer os arremessos. Paul relutantemente voluntária-se e é preso na roda. Elsa atira duas vezes e, na terceira, o acerta propositalmente o acerta no intestino. Elsa finge estar triste, mas negligencia atendimento médico. Na mansão Mott, Dandy declara seu amor para as gêmeas e diz para Gloria que ele pretende se casar com elas. Dot desconfia de Dandy e está disposta a fugir, até que fica sabendo que um par de gêmeos siameses foram separados pela primeira vez. Ela percebe que Dandy poderia facilmente pagar a cirurgia. Stanley pressiona Maggie em levar Jimmy a um celeiro e matá-lo. Relutante, ela sugere uma aberração mais fácil: Ma Petite. Maggie pensa em levar Ma Petite para o celeiro no meio da noite e colocá-la em um tanque para afogá-la, mas percebe que não poderia ir até o fim. Ela implora a Jimmy para deixar a cidade com ela imediatamente, mas Stanley confronta-a com raiva, dizendo-lhe que eles precisam das mãos de Jimmy. Dandy pede Bette e Dot para compartilhar seus segredos com ele, mentindo que ele salvou as crianças sequestradas. Dot se recusa a dizer-lhe um segredo, chamando Dandy de mentiroso. Algum tempo depois, Dandy lê o diário de Dot e percebe que ela nunca o amou. Num surto de raiva, ele admite a Gloria que seu único verdadeiro propósito na Terra é levar a morte. A campainha toca e Gloria atende, encontrando Jimmy. Dandy o vê e percebe que eles está procurando pelas gêmeas. |              |                                                                |                     |                            |                        |                     |
| 45 | 7            | "Test of Strength" "(Teste de Força)"                          | Anthony Hemingway   | Crystal Liu                | 19 de novembro de 2014 | 3,91                |
| Jimmy entra no quarto de Dandy e encontra Dot e Bette. Um comentário feito por Dandy faz Jimmy perceber que Dandy foi o segundo palhaço mascarado que capturou as crianças e queria serrar Maggie ao meio. As gêmeas deixam Dandy após Dot descobre que ele leu o diário dela, e Dandy fica furioso. Voltando para o show de aberrações, Jimmy confronta Elsa ao descobrir que vendeu as gêmeas, mas elas mentem sobre o caráter de Elsa na esperança de chantageá-la para 50% das bilheterias no processo. Penny, depois de cuidar de Paul, retorna para casa para contar a seu pai que ela está fugindo de casa, mas o pai a dopa e chama um "amigo artista" para tatuar seu rosto e dar-lhe uma língua bifurcada, tornando-a igual ao seu amor: uma aberração. Enquanto isso, Stanley vê Dell no bar gay e o ameaça a contar sobre sua sexualidade, a menos que Dell entregue-o o corpo de uma aberração. Dell tenta matar Amazon Eve, subestimando sua força, e é espancado por ela e jogado para fora de sua caravana. As mulheres do show de aberrações se unem contra Dell e planejam matá-lo, mas Jimmy pede para levá-lo num bar e lá discutir sua atitude violenta. No bar, eles tem um momento fraterno. Jimmy sai do estabelecimento para vomitar. Dell pensa em acertar um tijolo na cabeça de Jimmy, mas desiste. Jimmy diz a Dell que ele sabe que ele é seu pai e eles se abraçam. Ao voltar para o show de aberrações na manhã seguinte, Dell coloca Jimmy na cama. Stanley continua a pressionar Dell. Mais tarde, naquela noite, Dell entra na tenda de Ma Petite e a entrega um vestido. Ela o pede para fechar o ziper e ele a pega no colo e a sufoca. Lillian Hemmings, do Museu de Curiosidades Mórbidas, exibe o corpo de Ma Petite orgulhosamente. |              |                                                                |                     |                            |                        |                     |
| 46 | 8            | "Blood Bath" "(Banho de Sangue)"                               | Bradley Buecker     | Ryan Murphy                | 3 de dezembro de 2014  | 3,30                |
| Gloria confessa à um psiquiatra que Dandy possui indícios de crueldade desde criança. O vestido ensanguentado de Ma Petite é encontrado na floresta, e a trupe supõe que ela tenha sido atacada por um animal selvagem. No entanto, Ethel tem outras suspeitas e acusa Elsa de matar Ma Petite para roubar seu palco. As duas discutem e Ethel atira em Elsa na perna, mas a bala atravessa sem a ferir. Elsa conta para Ethel que foi levada à um médico que cuidou de seus ferimentos e a deu próteses de madeira. Ethel está disposta a atirar em Elsa novamente, mas Elsa lança uma faca na cabeça de Ethel, matando-a. Com a ajuda de Stanley, Elsa constrói um suicídio para Ethel em que a mesma bate seu carro em uma árvore com uma corrente no pescoço, sendo decapitada. A trupe chora. Jimmy afasta Maggie. Em resposta, ele cai nos braços de uma nova recruta da trupe, uma mulher com obesidade mórbida de nome artístico Ima Wiggles. Após o enterro de Ethel, Amazon Eve, Desiree, Penny, e Legless Suzi criam um plano de vingança contra o pai de Penny. Eles invadem sua casa, o levam para uma tenda e jogam piche fervendo em seu corpo, seguido de penas. Maggie ouve os gritos e pede a elas para não irem até o fim. Penny deixa seu pai viver, mas expulsando-o da sua vida. A filha de Dora, Regina, visita a mansão Mott para investigar o desaparecimento de sua mãe e se recusa a sair sem vê-la. Gloria, sob pressão, encontra-se com Regina. Dandy percebe que Gloria o induziu a visitar um médico psiquiatra e que ela pretende interná-lo. Após uma briga, Dandy ameaça se suicidar, mas atira na cabeça de Gloria e se banha em seu sangue. |              |                                                                |                     |                            |                        |                     |
| 47 | 9            | "Tupperware Party Massacre" "(O Massacre de Tupperware Party)" | Loni Peristere      | Brad Falchuk               | 10 de dezembro de 2014 | 3,07                |
| Dandy visita Esmerelda no show de aberrações para receber uma leitura. A bola de cristal mostra que ele decapitou uma revendedora Avon e costurou sua cabeça no pescoço do corpo de sua mãe, fazendo dos corpos uma marionete de Dot e Bette. Maggie assegura Dandy que ele vai prevalecer, mas pode haver algum problema em seu futuro. Dandy caminha para a saída do show de aberrações, mas é interrompido por Jimmy bêbado. Ele acusa Dandy de ter algo a ver com o desaparecimento das gêmeas e o reconhece como o segundo palhaço. Dandy promete vingança sobre a tomada de Dot e Bette para longe dele. Elsa e Stanley encontram o esconderijo onde Ethel colocou as gêmeas e as levam para o celeiro. Stanley declara elas estarão seguras lá, até que o médico venha para realizar sua cirurgia. Depois de um momento sincero, as irmãs percebem que perder seu complemento para terem vidas separadas não vale a pena. Com a verdade da sua sexualidade e culpa sobre o assassinato de Ma Petite tornando-se demasiado para Dell, ele tenta se enforcar, mas é salvo por Desiree. Jimmy invade uma festa Tupperware para as donas de casa e tem alucinações com Ethel, que lhe diz para superar a morte dela e seguir em frente. As mulheres o expulsam de lá. Pouco tempo depois, Dandy aparece na porta alegando que seu carro quebrou. Ele mata o grupo de mulheres e coloca seus corpos na piscina, mais tarde encontrados pelo marido de uma delas. Regina confronta Dandy e diz que entrou em contato com a polícia sobre sua mãe, mas fica chocada quando Dandy admite abertamente seus assassinatos. Ele deixa Regina fuja, mas logo a mesma retorna com Detetive Colquitt. Para se safar, Dandy declara sua riqueza e promete dar ao detetive Colquitt um milhão de dólares se ele matar Regina. Colquitt saca sua arma e atira na cabeça de Regina. Jimmy visita caravana de Ethel e encontra Dot e Bette esperando por ele. Dot declara seu amor por Jimmy e diz que eles podem viver felizes juntos, com Bette concordando, mas Jimmy alega estar apaixonado por outra pessoa (A Gordelícia). Quando ele sai da caravana, carros da polícia param em frente ao show de aberrações. O Detetive Colquitt prende Jimmy pelos assassinatos das mulheres da festa Tupperware e o leva no carro da polícia. |              |                                                                |                     |                            |                        |                     |
| 48 | 10           | "Orphans" "(Órfãos)"                                           | Bradley Buecker     | James Wong                 | 17 de dezembro de 2014 | 2,99                |
| Pepper tem um grande impacto psicológico ao perceber que Salty morreu enquanto dormia. Após consolar Pepper, Desiree procura Elsa e a mesma conta a história sobre as origens do show de horrores. Elsa começa por revelar sobre quando se mudou para os Estados Unidos e trabalhou como corista em um show de aberrações em Boston, Massachusetts. Percebendo o desinteresse dos donos, Elsa estabelece negócios para formar uma família própria. Pepper foi o primeiro frekIak a se juntar à trupe de Elsa, depois de ser abandonada em um orfanato pela irmã. Elsa recorda que, algum tempo depois, percebeu que Pepper precisava de algo mais. Ela recruta Ma Petite de um sultão para ser o bebê de Pepper e Salty para seu marido. Com Ma Petite e Salty já mortos, Desiree sugere que Elsa devolva Pepper para sua irmã mais velha. Enquanto isso, Stanley convence Elsa a deixá-lo cuidar da cremação de Salty, quando na verdade decepa a cabeça do corpo e a vende para o Museu de Curiosidades Mórbidas. Maggie confessa à Desiree que ela e Stanley são vigaristas há muito tempo. Desiree liga os ponts e avisa para Maggie que se ela ou Stanley fizerem algum mal para as aberrações ela mesma a matará. Dot e Bette tentam convencer Maggie a tirar Jimmy da cadeia com o dinheiro que tinham guardado para a cirurgia, mas Stanley chega a Jimmy primeiro, sugerindo uma outra maneira de ganhar o dinheiro. Percebendo que precisa de ajuda, Maggie finalmente confessa à Desiree as verdadeiras intenções de Stanley, advertindo-a de que todos as aberrações vão morrer em breve se nada for feito. As duas visitam ao museu, onde Desiree fica chocada ao encontrar Ma Petite e Salty. A curadora revela sua mais nova aquisição; um par de mãos supostamente pertencentes a Jimmy, fazendo Maggie desmaiar em horror. Elsa encontra Rita, a irmã mais velha de Pepper, e a convence a ficar Pepper. Pressionada, ela aceita. Na despedida, Elsa beija a mão de Pepper e a diz para encostar em seu rosto quando sentir falta. Em 1962, Rita, a irmã de Pepper, vai até a Instituição Mental Briarcliff para internar Pepper por assassinato. A irmã Mary Eunice fica com o caso. Rita conta que sempre acreditou que não podia ter filhos, até que dá à luz a um bebê deformado algum tempo depois de receber Pepper. Mas, Rita e seu marido demonstram repulsa pela criança. O marido de Rita assassina o bebê e coloca a culpa em Pepper, que é levada para Briarcliff. A irmã Mary Eunice, embora convencida de que Pepper cometeu o assassinato, vê remorso em seus olhos. Ela coloca Pepper para realizar uma função amena: organizar as revistas da biblioteca. Em uma das revistas, Pepper vê Elsa na capa, que aparentemente alcançou a fama que sempre desejou. |              |                                                                |                     |                            |                        |                     |
| 49 | 11           | "Magical Thinking" "(Pensamento Mágico)"                       | Michael Goi         | Jennifer Salt              | 7 de janeiro de 2015   | 3,11                |
| Stanley convence Jimmy a vender uma de suas mãos à um comprador para pagar a fiança. Ele oferece um remédio para Jimmy, e o mesmo toma. Jimmy tem vômitos e Stanley diz que ele precisa ser levado para um hospital. O motorista da suposta ambulância é o amante de Stanley, vestido de médico. Jimmy acorda e percebe que suas duas mãos foram cortadas. Dell vai até o hospital e encontra Jimmy mutilado. Ele o alerta quanto o caráter de Stanley. Dell alimenta Jimmy pela primeira vez e se arrepende por não ter sido um bom pai. Eles planejam comprar o show de aberrações de Elsa e transformar em um empreendimento seu. Bette e Dot procuram por alguém que possa tirar sua virgindade. Elas acabam encontrando o vendedor ambulante Chester, que possui uma boneca chamada Marjorie e quer encontrar um local para apresentar seu show de mágica. Ele revela que participou da guerra e, por causa disso, tem uma placa de metal em seu crânio. Elsa não pretende contratar ele de início, mas ao ver seu caderno de anotações, descobre que ele tem o poder de comprar o show de aberrações e o vende. Chester pede para que Dot e Bette sejam suas assistentes no número da serra e elas aceitam. As gêmeas são seduzidas por Chester e eles transam. Dell conta a Elsa sobre o estado de Jimmy e ela a pede que Dell o tire de lá. Eve demonstra apoio. De noite, Dell e Jimmy param o carro que levaria Jimmy de volta à cadeia e matam os policiais. Dandy recebe fotos das siamesas se relacionando com Chester e contrata um detetive para descobrir o passado do mesmo. O detetive o conta que Chester matou duas mulheres no passado. Marjorie desaparece. Dandy vai ao v e conta para Chester onde Marjorie está. Um flashback revela que, ao voltar da guerra, Chester encontrou sua esposa Lucy se relacionando com uma amiga, Alice. Com raiva, ele mata as duas e coloca a culpa na boneca. Marjorie diz a ele que ele deve matar as gêmeas. Maggie vai até Elsa e a mostra o corpo de Ma Petite. Ao chegar em seu trailer, Dell encontra Desiree apontando uma arma para ele. Ela o força a confessar a morte de Ma Petite. Elsa atira em Dell por trás da cabeça. |              |                                                                |                     |                            |                        |                     |
| 50 | 12           | "Show Stoppers" "(Os Tampões do Show)"                         | Loni Peristere      | Jessica Sharzer            | 14 de janeiro de 2015  | 2,94                |
| As aberrações organizam um jantar para receber Chester como o novo dono do show de aberrações. Elsa pede para ele deixá-los sós. Maggie revela à Stanley que contou para a trupe as verdadeiras intenções dele. Stanley recebe de presente um pote onde se encontra a cabeça da curadora Lillian Hemmings, que Desiree assassinou por vingança. Stanley implora pela vida e afirma que Elsa não é confiável, sendo ela a pessoa que assassinou Ethel. As aberrações o ignoram. Ele tenta fugir, mas é perseguido com armas. Dandy procura as gêmeas para contar sobre o passado obscuro de Chester, mas elas se recusam a acreditar. Elsa apresenta Jimmy a Massimo Dolcefino, que o daria um par de próteses assim como fez para Elsa. Massimo conta que foi atrás dos homens que cortaram as pernas de Elsa e os matou, exceto pelo líder, Dr. Hans Grüper, que atirou Massimo e o torturou até que o mesmo foi libertado. Bette e Dot se recusam a participar do truque de Chester por medo de serem serradas ao meio. Maggie se voluntaria e Chester a coloca dentro da caixa. Enxergando os rostos de sua falecida esposa e sua amante, Chester serra Maggie ao meio sem perceber o que está fazendo. Num acesso de raiva, Chester "mata" Marjorie, a culpando por fazê-lo cometer todas essas atrocidades, mas se arrepende logo depois. As gêmeas avisam Elsa que ela precisa sair imediatamente, já que as aberrações planejam matá-la em vingança à Ethel. Desiree declara justiça para Ethel, mas descobre que ela fugiu. Chester vai até a polícia e se entrega pelo assassinato de Marjorie. Elsa encontra Dandy antes de sair da cidade e vende o show de aberrações para ele. Ao chegar no show de aberrações, Dandy encontra Stanley completamente mutilado e transformado em um novo Meep. Massimo mostra as próteses para Jimmy, que possuem o formato de garras de lagosta. Jimmy diz que são perfeitas. |              |                                                                |                     |                            |                        |                     |
| 51 | 13           | "Curtain Call" "(A Chamada da Cortina)"                        | Bradley Buecker     | John J. Gray               | 21 de janeiro de 2015  | 3,27                |
| Depois de comprar o show de horrores de Elsa, Dandy culpa as aberrações para a falta de ingressos vendidos. Com grande raiva do seu novo proprietário, os Feraks restantes anunciam que se demitem. Num acesso de raiva, Dandy anda pelas terras do acampamento com sua pistola e começa a massacrar as aberrações, um por um; matando Paul, Penny, Suzi, Toulouse, Ima, Eve e os restantes. Desiree é o único sobrevivente do massacre, evitando Dandy ao se esconder debaixo de sua cama. Jimmy recém-curado retorna para o show de horrores e encontra todos as aberrações mortos sob a grande tenda. Desiree revela-se e os dois se abraçam, horrorizada sobre o derramamento de sangue. Bette e Dot, na sequência de um rapto por Dandy, concordan com sua mão em casamento e as irmãs anunciam que trouxeram uma nova empregada para fazer Dandy uma festa gloriosa. No jantar, Dandy começa a sentir tonturas e é revelado que Desiree, tendo levantado como a empregada, tem drogado Dandy com a ajuda das gêmeas e Jimmy. Confuso e traído, Dandy desmaia com as drogas dadas por Desirre. Depois ele desperta para encontrar-se trancado em uma cabine de tortura d'água de Houdini. Desiree, Jimmy, Bette e Dot assistem em de prazer quando ele se afoga lentamente no tanque e finalmente morre. Enquanto isso, Elsa chega em Hollywood e imediatamente se propõe a realizar seus sonhos de estrelato. Ela pede para se encontrar com o presidente da WBN, mas é recusado pela secretária que faz dela esperar o dia todo, então insulta Elsa. No entanto, Elsa encontra Michael Beck (David Burtka), o vice-presidente júnior de casting. Em 1960, a agora famosa Elsa recebe uma estrela no Hollywood Walk of Fame. Agora casada com seu gerente, Michael, e com imensa fama, Elsa ainda está infeliz e reúne-se com seu antigo amor Massimo Dolcefino. Elsa pede a ele para fugir com ela para Roma, mas Massimo revela que ele está morrendo de câncer de pulmão. Mais tarde, ela é confrontado por seu marido e do presidente da WBN, dizendo-lhe que uma cópia de seu filme snuff veio à tona. Percebendo que ela nunca vai encontrar o amor verdadeiro e que sua carreira está quase no fim, Elsa se compromete a executar em um especial de Halloween, sabendo que isso irá convocar Edward Mordrake. Com Elsa cantando na transmissão ao vivo, Mordrake e seu círculo aparecem, incluindo Twisty. Como Elsa realiza, Desiree, agora com uma família de seu próprio depois de casar com Angus, é mostrado assistindo a transmissão, juntamente com uma Bette grávida e Dot que estão agora felizmente casado com Jimmy. Mordrake apunhala Elsa e leva-la em vida após a morte, mas relegou-a para o show motivos anormal, dizendo que ela não pertence à sua trupe. Caminhando para a grande tenda em vida após a morte, Elsa é cumprimentado por Ma Petite e todas as suas outras aberrações falecidos, incluindo Ethel que acolhe-a de volta. Ela sobe ao palco junto com sua família de aberrações, enquanto ela fecha a série cantando "Life on Mars?" na frente de um grande público e, finalmente encontrando a verdadeira felicidade e fama absoluta. |              |                                                                |                     |                            |                        |                     |

## Produção
Em 6 de novembro de 2013, a FX anunciou que a série havia sido renovado para uma quarta temporada, que foi logo intitulada Freak Show. As gravações ocorreram em Nova Orleans; no entanto, o enredo segue os personagens na cidade de Júpiter, Flórida, nos Estados Unidos. Ryan Murphy, criador e produtor, revelou que havia uma pista sobre a nova temporada da série no último episódio da temporada anterior, Coven.
Ryan Murphy descreveu que a nova personagem de Jessica Lange será inspirada em Marlene Dietrich, uma famosa atriz e cantora Alemã. Embora muitos rumores entre os fãs e a mídia indicaram a possibilidade da história se passar em um circo, Murphy desmentiu em uma entrevista para a revista Entertainment Weekly: "Vi os pôsteres. Não sei da onde tiraram essa ideia. As vezes acho que as pessoas querem que façamos pôsteres e temas para os fans. Nada está confirmando ainda".
Em 17 de março de 2014, Douglas Petrie, um dos roteiristas da série, revelou que a quarta temporada seria baseada em um show de aberrações: "Ainda não há título, mas essa é a ideia". Em 24 de março, Ryan Murphy anunciou através de seu Twitter que o subtítulo seria Freak Show.

### Elenco
Jessica Lange foi a primeira confirmada em Freak Show, com este sendo seu último ano na série, já que pretende se aposentar logo depois. Sarah Paulson revelou em entrevistas que estava muito otimista em voltar a série em mais um ano: "Se é o que ele [Ryan Murphy] tem em mente para mim, espero que assim seja, pois poderá ser a coisa mais emocionante que já fiz". Kathy Bates, Sarah Paulson, Evan Peters, Angela Bassett e Frances Conroy foram confirmados e desempenharam o papel dos artistas que Jessica Lange resgatou. Foi revelado na PaleyFest, em 2014, que Michael Chiklis fará o ex-marido de Kathy Bates e será pai do personagem de Evan Peters. O ator Wes Bentley também foi confirmado em Freak Show, com seu papel estando relacionado ao de Kathy Bates.
Em uma entrevista ao site Entertainment Weekly, Ryan revelou novos personagens, sendo eles um "palhaço assassino" e uma "mulher barbada", dizendo: "Pensei em vários papéis para ela [Jessica]. Eu adoro isso. Eu achei que seria mais leve, mas ela se tornou mais sombria do que Asylum. Mas, veja: se você tem um personagem chamado "Palhaço assassino", é claro que será mais sombria".
Em 13 de agosto de 2014, pelo Twitter, Ryan Murphy confirmou a participação de Jyoti Amge, considerada a menor mulher do mundo pelo Guiness Book. Matt Boomer, da série White Collar, faria uma participação na série, sendo revelado que seu personagem "seria um pouco deformado".

### Divulgação
Em 13 de julho de 2014, um teaser intitulado "Fallen Angel" foi lançado, o qual foi noticiado como oficial, mas, em nota, a FX afirmou que a produção era falsa. Logo depois do ocorrido, o verdadeiro primeiro teaser foi lançado no dia 20 de agosto de 2014, com o nome "Admit One". O segundo teaser, "Lick", foi lançado no dia 22 de agosto de 2014. Uma série de outros vídeos para divulgação continuam aparecendo.
O primeiro trailer estendido foi lançado no dia 8 de setembro de 2014, e apresenta parte do elenco principal da série e seus personagens, como as irmãs siamesas vivida por Sarah Pauson, Bett e Dott, Dessiré Dupre; por Angela Bassett, Dell Toledo; por Michael Chiklis, Elsa Mars; por Jessica Lange e Jimmy Darling, vivido por Evan Peters.